# Xylopia macrantha
Xylopia macrantha är en kirimojaväxtart som beskrevs av José Jéronimo Triana och Jules Émile Planchon. Xylopia macrantha ingår i släktet Xylopia och familjen kirimojaväxter. Inga underarter finns listade i Catalogue of Life.